# نصير أباد (تشرام)
نصير أباد (بالفارسية: نصیرآباد) هي قرية تقع في قسم تشرام الريفي (مقاطعة تشرام) في إيران.